# Ramón Pulido
Ramón Pulido Fernández (Madrid, 1867-Madrid, 1936) fue un pintor español.

## Biografía
Nacido en Madrid el 3 de julio de 1867, estuvo muy relacionado con la ciudad de Toledo, de la que es considerado un apasionado. Consiguió medallas de tercera y segunda clase en las Exposiciones Nacionales de 1901 y 1906, respectivamente. Pulido, que también cultivó la crítica artística, publicó obras como La pintura religiosa (1914). Falleció en 1936 en su ciudad natal.